# Naushad Ali
Naushad Ali (ur. 25 grudnia 1919 w Lucknow, zm. 5 maja 2006 w Bombaju) – muzyk i kompozytor indyjski.
Był autorem muzyki do blisko 80 filmów bollywoodzkich. Do najważniejszych jego dzieł należą: Mother India (1957), Mughal-e-Azam (1960), Ganga Jamuna (1961) i Mere Mehboob (1963). Ostatnim filmem, do którego skomponował muzykę, był Taj Mahal: An Eternal Love Story w reżyserii Akhbara Khana z 2005 roku.
W swoich kompozycjach filmowych wykorzystywał zarówno wzorce tradycyjnej muzyki indyjskiej (np. raga), jak i muzyki zachodniej.

## Wybrana filmografia
- Pakeezah (1971)
- Dil diya Dard Liya (1966)
- Mere Mehboob (1963)
- Ganga Jamuna (1961)
- Mughal-e-Azam (1960)
- Mother India (1957)
- Baiju Bawra (1952)
- Babul (1950)
- Andaz (1949)
- Anokhi Ada (1948)
- Natak (1947)
- Keemat (1946)
- Shah Jehan (1946)
- Anmol Ghadi (1946)
- Rattan (1944)